# Llibreria Símbol
Llibreria Símbol és una llibreria fundada a Manresa el 1966 pel metge Ramon Llatjós i Planas, el pintor Estanislau Vilajosana i Guilà, el cardiòleg Josep Corrons Espinal i el doctor Josep Saló i Serra per a la venda i difusió de llibres en català.
El 1986 va rebre la Creu de Sant Jordi de la Generalitat de Catalunya. Tot i la seva empenta en l'ambient cultural manresà, el 1992 es va convertir en una galeria d'art.